# Falávardzsán megye

Iszfahán tartomány megyéinek elhelyezkedése

Falávardzsán megye (perzsául: شهرستان فلاورجان ) Irán Iszfahán tartományának egyik középső fekvésű megyéje az ország középső részén. Északon Homejnisahr, keleten Iszfahán, délen Mobárake, délnyugaton Lendzsán, nyugatról Nadzsafábád megyék határolják. Székhelye a 37 000 lakosú Falávardzsán városa. Második legnagyobb városa a 30 000 fős lakosságú Qahderijan. A megye lakossága 247 014 fő, területe 313 km². A megye két további kerületre oszlik: Központi kerület és Pir Bakran kerület.

## Fordítás
- Ez a szócikk részben vagy egészben  a   Falavarjan County című angol Wikipédia-szócikk ezen változatának fordításán alapul.  Az eredeti cikk szerkesztőit annak laptörténete sorolja fel. Ez a jelzés csupán a megfogalmazás eredetét és a szerzői jogokat jelzi, nem szolgál a cikkben szereplő információk forrásmegjelöléseként.